# Adama Saidou
Adama Saidou est médecin et responsable du service de chirurgie à l’hôpital général de référence de Niamey. Elle est la première femme chirurgienne du Niger.

## Récompense
Adama Saidou est responsable du service de chirurgie à l’hôpital général de référence de Niamey et a ce titre et compte tenu de son parcours, elle reçoit en mars 2019 un prix spécial lors de la célébration de la Journée internationale de la femme de la part de la Société nigérienne de santé publique,,.